# Robert Bruyez
Pour les articles homonymes, voir Bruyez.
Robert Bruyez, né le 13 février 1911 à Issy-les-Moulineaux, à l'époque dans le département de la Seine, dorénavant dans les Hauts-de-Seine, et mort le 28 mars 2002 à Paris (17e arrondissement), est un écrivain et journaliste français, également auteur de roman policier.

## Biographie
Fils d'un journaliste, il fait un temps des études de médecine qu'il interrompt pour entreprendre une licence en Lettres.
Entre-temps, il se décide à embrasser la carrière journalistique et entre en apprentissage à l'agence Havas.  En 1933, il est reporter au journal Le Jour, puis passe au Matin en 1935.  Après la Deuxième Guerre mondiale, il travaille au Figaro où il est successivement journaliste de la chronique judiciaire, grand reporter et chef de pupitre des informations. À sa retraite, il devient rédacteur en chef du Journal des Combattants.
Ses premiers textes proprement littéraires sont des nouvelles sentimentales ou historiques publiées dans la presse. Entre 1951 et 1960, il donne deux romans policiers salués par la critique : 
deux enquêtes de l'inspecteur Sandy, dont Crimes sur ondes courtes qui remporte le prix du roman d'aventures 1960 et connaît une traduction en espagnol.
Il est également l'auteur d'un roman psychologique, Les Garnements, paru chez Julliard en 1960.
Il fut l'époux de la poétesse Lila de la Chaumerie.

## Œuvre

### Romans

#### SérieInspecteur Sandy
- Bonne pêche, monsieur Shandy, Paris, Librairie des Champs-Élysées, Le Masque no 518, 1955
- Crimes sur ondes courtes, Paris, Librairie des Champs-Élysées, Le Masque no 658, 1960

#### Autre roman policier
- Sous les yeux de verre, Paris, Éditions La Bruyère, coll. La Cagoule no 81, 1951

#### Autre roman
- Les Garnements, Paris, Julliard, 1960

## Prix et récompenses
- Prix du roman d'aventures 1960 décerné à Crimes sur ondes courtes

## Référence
- Jacques Baudou et Jean-Jacques Schleret, Le Vrai Visage du Masque, vol. 1, Paris, Futuropolis, 1984, 476 p. (OCLC 311506692), p. 84.